# Ліза Лангсет
Ліза Лангсет (швед. Lisa Langseth; нар. 20 квітня 1975, Стокгольм, Швеція) — шведська авторка сценарію і режисер. Серед найвідоміших її фільмів — «До чогось прекрасного» (2010) та «Ейфорія» (2017).

## Біографія

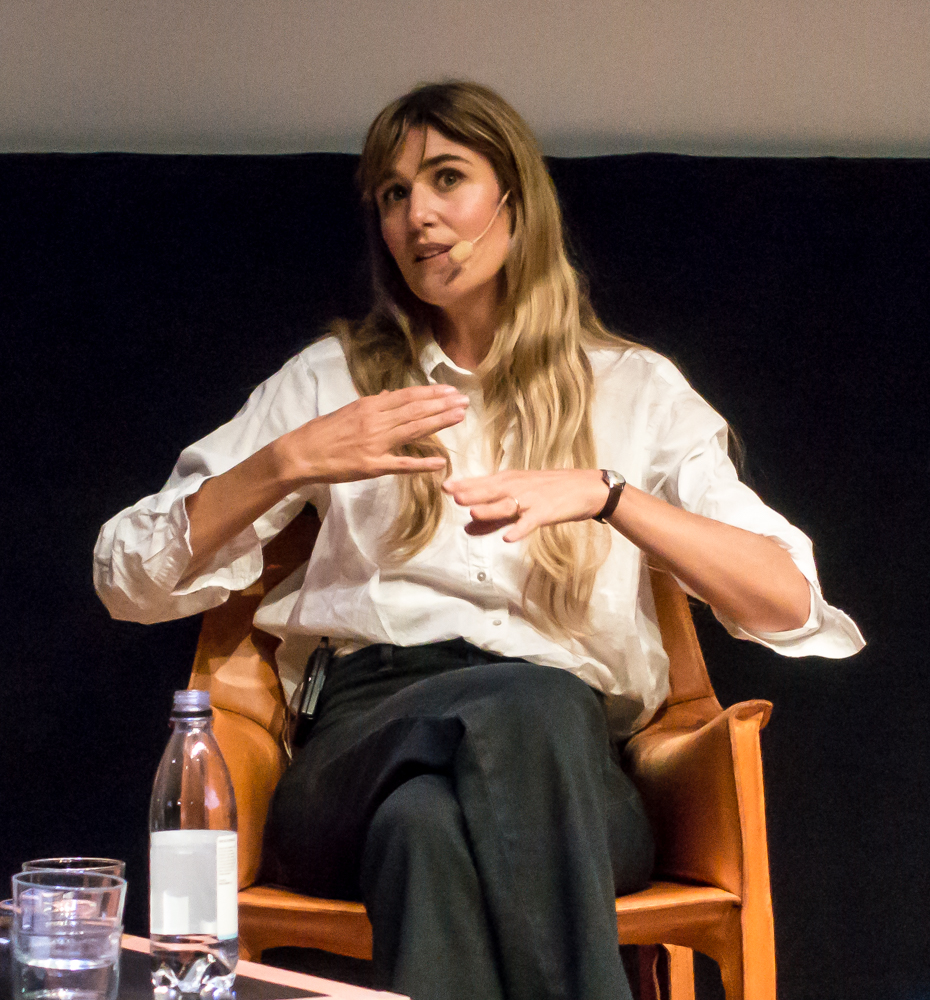
Лангсет в Музеї сучасного мистецтва в Стокгольмі, 2017 рік

Лангсет розпочала свою кар'єру в якості сценариста та театрального режисера. У 2004 році вона режисирувала постановку власної п'єси «Закохані» з Нумі Рапас в головній ролі. У 2006 році Ліза стала режисером короткометражного фільму шведською мовою «Godkänd».
У 2009 році виступила в ролі режисера свого першого повнометражного фільму «До чогось прекрасного» — кіноадаптації однієї з її п'єс з Алісією Вікандер у ролі Катаріни. За цю роботу в 2010 році Лангсет отримала премію «Guldbagge Award for Best Screenplay» (за кращий сценарій), а також була номінована у категорії «За кращу режисуру».
Комедійна драма 2013 року «Hotell» була представлена на Міжнародному кінофестивалі в Торонто в 2013 році в програмі «Contemporary World Cinema» (сучасний світовий кінематограф). У цьому фільмі також знялася Алісія Вікандер. За цю кінострічку Лангсет була номінована на премію 2014 «Guldbagge Award for Best Screenplay» (за кращий сценарій).
Її наступний фільм — «Ейфорія» (2017 рік), у якому Алісія Вікандер знялася разом з Евою Грін і Шарлоттою Ремплінг. Це драма, події якої відбуваються у «вигаданій клініці для евтаназії». Цей фільм — перша англомовна робота режисерки.

## Фільмографія
- 2006 — «Godkänd»
- 2010 — «До чогось прекрасного»
- 2013 — «Готель»
- 2017 — «Ейфорія»
- 2020 — «Любов і анархія»